# Неапольський університет імені Федеріко II
Неапольський університет (італ. Università degli Studi di Napoli Federico II) — університет, розташований в італійському місті Неаполі, один з найстаріших в Європі.

## Історія
Неапольський університет є одним із найстаріших вищих навчальних закладів у Європі. Був заснований 5 червня 1224 року в Неаполі, як державний освітній заклад Королівства Сицилія. Університет носить ім'я імператора Священної Римської імперії Фрідріха II, під час перебування якого на престолі Неапольський університет прийняв перших студентів. Король, бажаючи децентралізувати навчання в Італії, пішов проти волі Папи Римського і Неапольський університет став першим університетом у Європі, що діяв без папської булли.
У 2009/2010 навчальному році в Неапольському університеті навчалися понад 96 000 студентів.
В університеті Неаполя викладали чотири тисячі викладачів, серед них більше двохсот професорів.
Бібліотека університету, заснована в 1615 році, налічує понад вісімсот тисяч томів.
За вісім століть свого існування університет дав освіту мільйонам студентів, чимало з яких помітно вплинули на історію Італії та Європи і всієї планети .

## Структура
В університеті Неаполя є такі факультети:
- факультети медицини та хірургії (17 інститутів і 14 клінік)
- факультети математики, фізики та природничих наук (15 інститутів, у тому числі загальної біології і генетики, експериментальної фізики, теоретичної фізики, фізики Землі, математики)
- факультети фармакології, інженерний (29 інститутів, у тому числі аеродинаміки, літакобудування, кораблебудування, машинобудування, прикладної геології, електрохімічний, електротехнічний, прикладної механіки)
- архітектурний факультет (10 інститутів)
- агрономічний факультет (11 інститутів)
- ветеринарний факультет (6 інститутів)
- юридичний факультет
- економічний факультет
- факультет філології
- філософський факультет